# Норт-Браддок (Пенсільванія)
Норт-Браддок (англ. North Braddock) — місто (англ. borough) в США, в окрузі Аллегені штату Пенсільванія. Населення — 4320 осіб (2020).

## Географія
Норт-Браддок розташований за координатами 40°24′10″ пн. ш. 79°51′14″ зх. д. / 40.40278° пн. ш. 79.85389° зх. д. (40.402691, -79.853807).  За даними Бюро перепису населення США в 2010 році місто мало площу 4,02 км², з яких 3,87 км² — суходіл та 0,16 км² — водойми.

## Демографія
Згідно з переписом 2010 року, у селищі мешкало 4857 осіб у 2190 домогосподарствах у складі 1234 родин. Густота населення становила 1207 осіб/км².  Було 2797 помешкань (695/км²).
Расовий склад населення:
| - 51,2 % — білих - 44,9 % — чорних або афроамериканців - 0,2 % — азіатів - 0,1 % — корінних американців |

До двох чи більше рас належало 3,4 %. Частка іспаномовних становила 1,3 % від усіх жителів.
За віковим діапазоном населення розподілялося таким чином: 22,7 % — особи молодші 18 років, 61,2 % — особи у віці 18—64 років, 16,1 % — особи у віці 65 років та старші. Медіана віку мешканця становила 41,7 року. На 100 осіб жіночої статі у селищі припадало 88,6 чоловіків;  на 100 жінок у віці від 18 років та старших — 85,8 чоловіків також старших 18 років.
Середній дохід на одне домашнє господарство  становив 36 772 долари США (медіана — 29 008), а середній дохід на одну сім'ю — 42 096 доларів (медіана — 33 702). Медіана доходів становила 38 375 доларів для чоловіків та 30 775 доларів для жінок. За межею бідності перебувало 30,7 % осіб, у тому числі 55,3 % дітей у віці до 18 років та 14,8 % осіб у віці 65 років та старших.
Цивільне працевлаштоване населення становило 2010 осіб. Основні галузі зайнятості: освіта, охорона здоров'я та соціальна допомога — 25,8 %, роздрібна торгівля — 13,7 %, мистецтво, розваги та відпочинок — 11,7 %, науковці, спеціалісти, менеджери — 10,2 %.